# Cmentarz żydowski w Jedwabnem
Cmentarz żydowski w Jedwabnem – kirkut mieści się w Jedwabnem przy ul. Krasickiego, tuż obok miejsca, w którym 10 lipca 1941 roku dokonano mordu na jedwabieńskich Żydach.

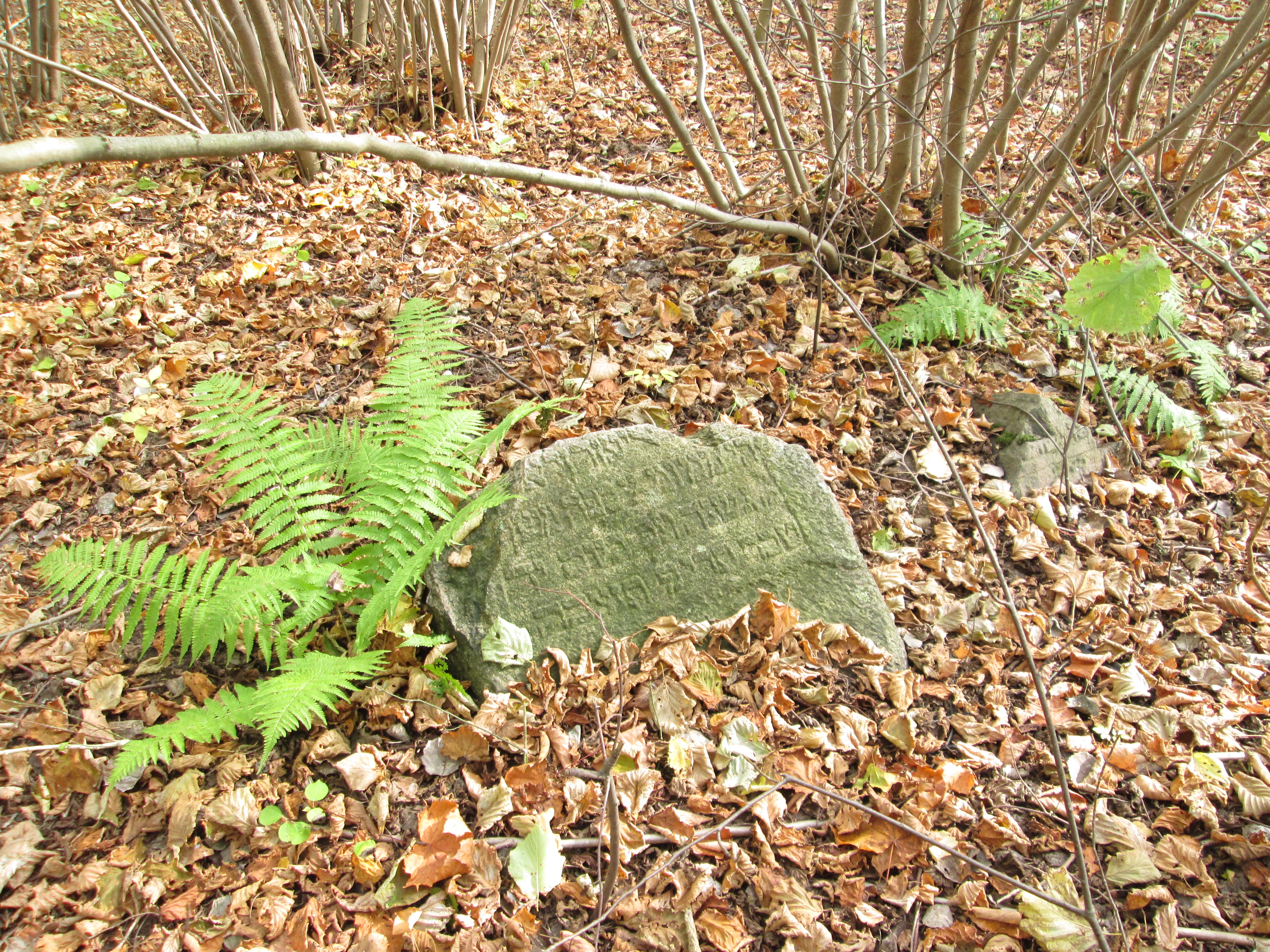
Cmentarz żydowski w Jedwabnem – kamienne nagrobki

Kirkut powstał w XIX wieku. Ostatni pogrzeb na cmentarzu miał miejsce w 1941. Przed 1939 cmentarz był ogrodzony niskim parkanem. Bramę wejściową na teren nekropolii wieńczyły tablice z Dziesięcioma Przykazaniami.
W czasie II wojny światowej uległ dewastacji. Latami był zarośnięty zagajnikiem leszczynowym. Jesienią 2022 i wiosną 2023 teren odkrzaczono. Widnieją także pozostałości po okopach z czasów II wojny św. Na terenie cmentarza zachowało się jedynie kilkadziesiąt nagrobków (najstarsze z 1847 i 1850). Wykonane zostały z kamieni polnych, a napisy wykonano w języku hebrajskim.
Powierzchnia kirkutu to 1,29 ha. Obecnie teren jest ogrodzony siatką a od strony drogi murem z dużych kamieni polnych. W rogu cmentarza ustawiono stylizowany na macewę pomnik, na którym wyryto napis w językach polskim i hebrajskim: „Cmentarz żydowski w Jedwabnem, założony w XIX wieku. Miejsce pochówku Żydów z Jedwabnego i okolic. Groby Żydów zamordowanych 10 lipca 1941. Cześć ich pamięci!”.
Cmentarz sąsiaduje bezpośrednio z miejscem spalenia Żydów w czasie pogromu 10 lipca 1941. Wydarzenia związane z pogromem miały miejsce także na cmentarzu.